# Caconemobius varius
Caconemobius varius là một loài côn trùng thuộc họ Gryllidae. Đây là loài đặc hữu của Hoa Kỳ.